# Eurya disticha
Eurya disticha är en tvåhjärtbladig växtart som beskrevs av Woon Young Chun. Eurya disticha ingår i släktet Eurya och familjen Pentaphylacaceae. Inga underarter finns listade i Catalogue of Life.